# Nino Anderlini
Nino Anderlini (Formazza, 10 marzo 1926 – Torino, 24 febbraio 2004) è stato un fondista italiano.

## Biografia
Nato nel 1926 a Formazza, in Piemonte, a 25 anni ha partecipato ai Giochi olimpici di Oslo 1952, nella staffetta insieme a Federico De Florian, Arrigo Delladio e Vincenzo Perruchon, chiudendo 6º con il tempo di 2h35'33".